# Branta
Branta är ett släkte med stora sjöfåglar i familjen änder. De häckar i de norra kustområdena i Palearktis och över hela Nordamerika. Den absoluta merparten flyttar om vintern till kustområden längre söderut, förutom populationen på Hawaii som är stannfåglar.

## Utseende
Arterna inom släktet Branta kan skiljas från alla andra gäss på sina svarta eller mörkgrå ben. Utöver detta har de svarta näbbar och stora svarta partier på huvud och hals, med vita, eller i ett fall ockrafärgade, detaljer som kan nyttjas för att skilja de olika arterna från varandra. Hawaiigåsen, som på många sätt skiljer sig ifrån de övriga, har inga vita detaljer på huvudet och mycket lite svart. Som hos flertalet gäss är övre och undre stjärttäckarna vita. De är oftast mindre i storleken än övriga gäss, men några få taxon är lika stor som svart svan.

## Utbredning
De eurasiska arterna har en mer kustnära utbredning i jämförelse med arterna av släktet Anser och Branta-arterna uppträder vanligen inte på inlandslokaler, ens vintertid, förutom enstaka individer eller förrymda exemplar. Detta gäller inte för populationerna i Amerika och Stilla havet, där Anser-gäss inte alls förekommer i samma utsträckning.

## Systematik
Idag urskiljs vanligen sex arter i släktet. Ytterligare en art finns beskriven utifrån subfossila lämningar ifrån Hawaii, där den dog ut under förhistorisk tid. Ännu en förhistorisk art från Hawaii som var mycket stor och flygoförmögen placeras förslagsvis i släktet Branta.
Idag förekommande arter:
- Prutgås (Branta bernicla)
- Rödhalsad gås (Branta ruficollis)
- Hawaiigås (Branta sandvicensis)
- Kanadagås (Branta canadensis)
- Vitkindad gås (Branta leucopsis)
- Polargås (Branta hutchinsii) – tidigare kategoriserad som del av kanadagås

Förhistoriska arter:
- Större hawaiigås (Branta hylobadistes)
- Branta rhuax, även den från Hawaiiöarna

Flera fossila arter av Branta har beskrivits, men eftersom gäss i det närmaste är omöjliga att åtskilja enbart genom anatomiska studier, så är dessa föreslagna arter osäkra.